# Александър Оббов
 Тази статия е за българския политик.  За върха вижте Обов (връх).  
Александър Христов Оббов е български политик от Българския земеделски народен съюз (БЗНС).
Участва в правителството на Александър Стамболийски (1920 – 1923), както и в няколко кабинета след Деветосептемврийския преврат от 1944 г.
Александър Оббов е народен представител в XVIII (1919 – 1920), XIX (1920 – 1923), XX (1923) и XXVI (1945 – 1946) Обикновено народно събрание и в VI велико народно събрание (1946 – 1949).

## Биография
Александър Оббов е роден в Плевен на 14 февруари (2 февруари стар стил) 1887 г. Завършва Лозарското училище в родния си град през 1905 и право в Софийския университет „Свети Климент Охридски“ през 1913 г. Става член на БЗНС през 1904 г., а от 1908 г. участва в централното му ръководство.
Оббов е министър на земеделието в правителството на Александър Стамболийски, а след Деветоюнския преврат през 1923 г. емигрира в Румъния. През следващите месеци той води преговори за евентуални съвместни действия с Българската комунистическа партия, но самите комунисти го смятат за неособено ентусиазиран и надежден партньор.
Завръща се в България през 1933 г. и е водач на БЗНС Пладне.
През 1944 Александър Оббов се включва в Отечествения фронт и в периода 1945 – 1947 г. участва в правителството. Той е един от лидерите на БЗНС и главен редактор на вестник „Земеделско знаме“ по време на унищожаването на БЗНС – Никола Петков. Участва активно в публичната критика по адрес на Г. М. Димитров, като сам дава тон за това със статията си „Пръстът в раната“ в броя от 28 февруари 1945 г. на вестник „Земеделско знаме“. През 1947 г. самият той е отстранен от ръководството на БЗНС и е подложен на преследвания.